# Красноленг
Красноленг (пол. Krasnołęg) — село в Польщі, у гміні Кшешиці Суленцинського повіту Любуського воєводства.
Населення — 95 осіб (2011).
У 1975-1998 роках село належало до Гожовського воєводства.

## Демографія
Демографічна структура станом на 31 березня 2011 року:
|          | Загалом | Допрацездатний вік | Працездатний вік | Постпрацездатний вік |
| -------- | ------- | ------------------ | ---------------- | -------------------- |
| Чоловіки | 49      | 13                 | 30               | 6                    |
| Жінки    | 46      | 10                 | 28               | 8                    |
| Разом    | 95      | 23                 | 58               | 14                   |